# Грандвју Хајтс (Охајо)
Грандвју Хајтс (енгл. Grandview Heights) град је у америчкој савезној држави Охајо.

## Демографија
По попису из 2010. године број становника је 6.536, што је 159 (-2,4%) становника мање него 2000. године.
| Група             | 2000.         | 2010.         |
| Белци             | 6.351 (94,9%) | 6.081 (93,0%) |
| Афроамериканци    | 90 (1,3%)     | 90 (1,4%)     |
| Азијати           | 67 (1,0%)     | 78 (1,2%)     |
| Хиспаноамериканци | 101 (1,5%)    | 154 (2,4%)    |
| Укупно            | 6.695         | 6.536         |